# Кларкин, Джон
Джон Кла́ркин (англ. John Clarkin; родился в 1872 году — дата смерти неизвестна) — шотландский футболист, нападающий.

## Биография
Джон Кларкин родился в Нилстоне, Ренфру. Начал карьеру в местном клубе «Нейлстон». В 1892 году стал игроком английского клуба «Бутл» из Ланкашира. В июле 1893 года вернулся в Шотландию, став игроком клуба «Глазго Тисл».
В январе 1894 года перешёл в клуб «Ньютон Хит». Дебютировал в составе «язычников» 13 января 1894 года в игре против «Шеффилд Уэнсдей». Свой первый гол в составе «Ньютон Хит» забил 12 марта 1894 года в матче против «Блэкберн Роверс». Выступал за команду на протяжении двух с половиной сезонов, сыграв за это время 74 матча и забив 23 мяча.
В июне 1896 года перешёл в «Блэкпул», который готовился к первому в своей истории сезону в Футбольной лиге. Дебютировал за клуб 5 сентября 1896 года в матче Второго дивизиона против «Линкольн Сити» (это был первый матч «Блэкпула» в официальных лигах). Всего в сезоне 1896/97 провёл за Блэкпул 28 матчей и забил 8 мячей. В следующем сезоне провёл за команду 26 матчей и забил 5 мячей.
Прапраправнук Джона Кларкина, которого также зовут Джон Кларкин, выступает за молодёжный клуб «Мостон Джуниорс».